# Варвара (Торбешия)
Вижте пояснителната страница за други значения на Варвара.
Варвара (на македонска литературна норма: Варвара) е бивше село в община Сопище на Северна Македония, днес махала на село Батинци.

## География
Селото е разположено в областта Торбешия, на левия бряг на Маркова река, между селата Маркова Сушица и Батинци.

## История
В XIX век Варвара е село в Скопска каза на Османската империя. Йордан Хаджиконстантинов Джинот пише в 1855 година, че селото е манастирски чифлик, в него има църква „Света Варвара“.
Според статистиката на Васил Кънчов от 1900 година Варвара е населявано от 130 жители българи християни. В началото на XX век цялото християнско население на селото е под върховенството на Българската екзархия. По данни на секретаря на екзархията Димитър Мишев в 1905 година във Варвара (Varvara) има 64 българи екзархисти.
След Междусъюзническата война в 1913 година селото попада в Сърбия.
На етническата си карта от 1927 година Леонард Шулце Йена показва Варвара (Varvara) като село с неясен етнически състав.
На етническата си карта на Северозападна Македония в 1929 година Афанасий Селишчев отбелязва Варвара като българско село.